# Pillangó utca (Metró Budapest)
Pillangó utca ist eine 1970 eröffnete oberirdische Station der Linie M2 der Metró Budapest und liegt zwischen den Stationen Örs vezér tere und Puskás Ferenc Stadion.
Die Station befindet sich im XIV. Budapester Bezirk (Zugló).

## Galerie

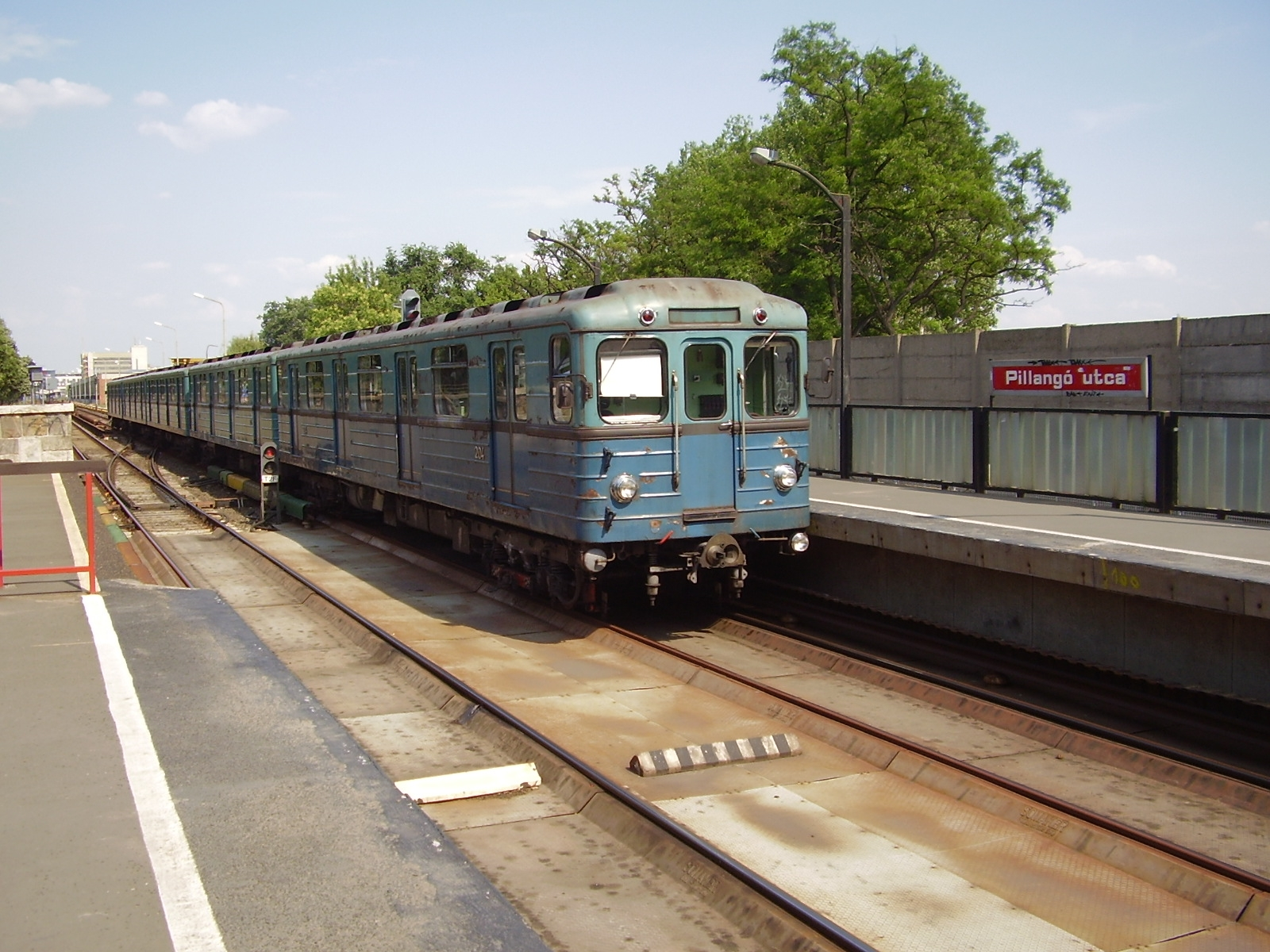
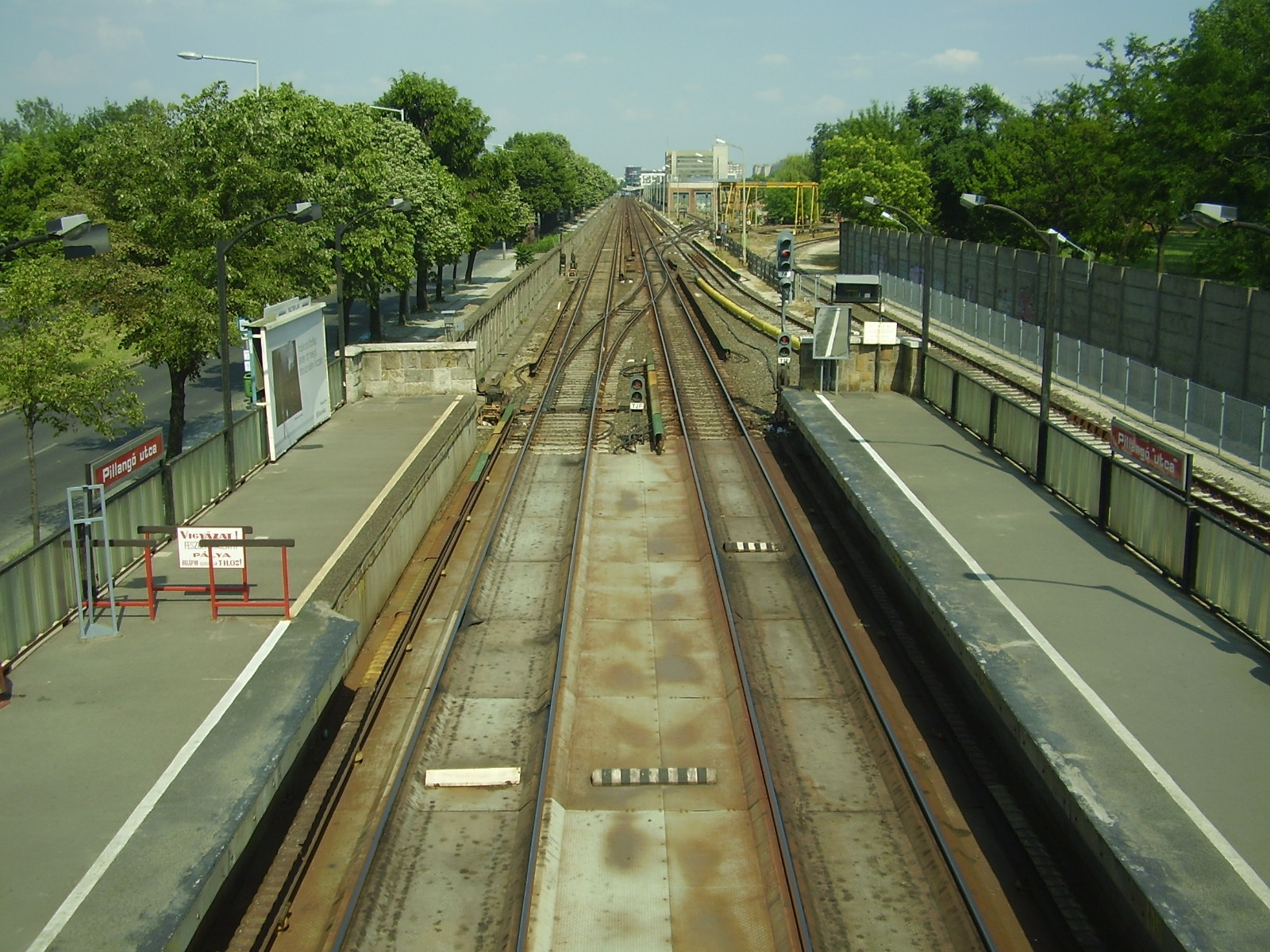